# Montcalm (Quebec)
A Regionalidade Municipal do Condado de Montcalm está situada na região de Lanaudière na província canadense de Quebec. Com uma área de mais de setecentos quilómetros quadrados, tem, segundo dados de 2003, uma população de quase quarenta mil pessoas sendo comandada pelo município de Sainte-Julienne. Ela é composta por 11 municipalidades: 1 cidade, 6 municípios, 3 freguesias e 1 aldeia.

## Municipalidades

### Cidade
- Saint-Lin–Laurentides

### Municípios
- Saint-Calixte
- Saint-Esprit
- Saint-Jacques
- Sainte-Julienne
- Saint-Roch-de-l'Achigan
- Saint-Roch-Ouest

### Freguesias
- Saint-Alexis
- Sainte-Marie-Salomé
- Saint-Liguori

### Aldeia
- Saint-Alexis